# سیارک ۱۴۶۰۵
سیارک ۱۴۶۰۵ (به انگلیسی: 14605 Hyeyeonchoi، نامگذاری:1998SD123) چهارده هزار و ششصد و پنجمین سیارک کشف شده‌است که در ۲۶ سپتامبر ۱۹۹۸ کشف شد.
قدر مطلق سیارک برابر ۱۵.۵ است.